# Cebus olivaceus
Cebus olivaceus là một loài động vật có vú trong họ Cebidae, bộ Linh trưởng. Loài này được Schomburgk mô tả năm 1848.

## Hình ảnh

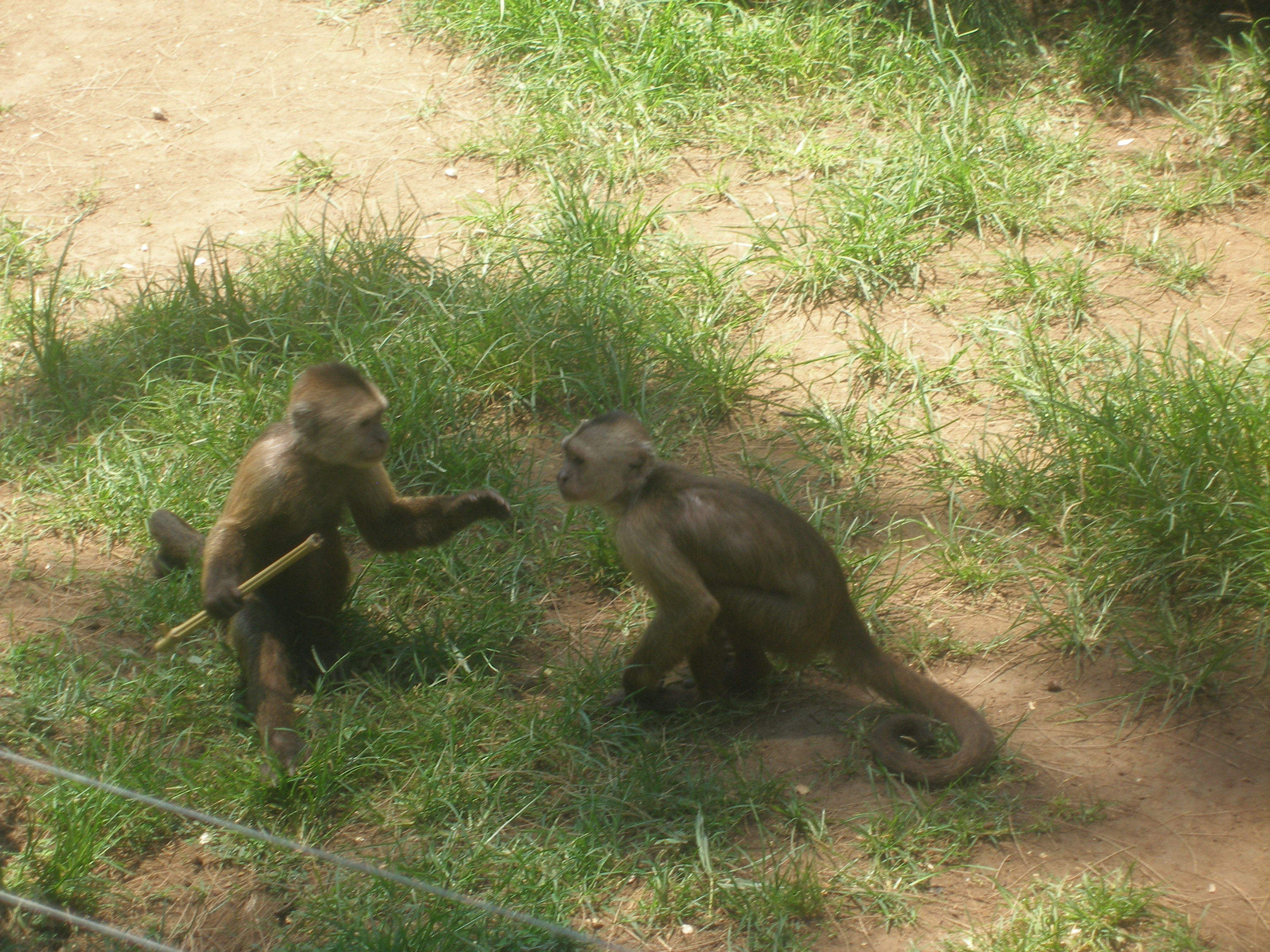
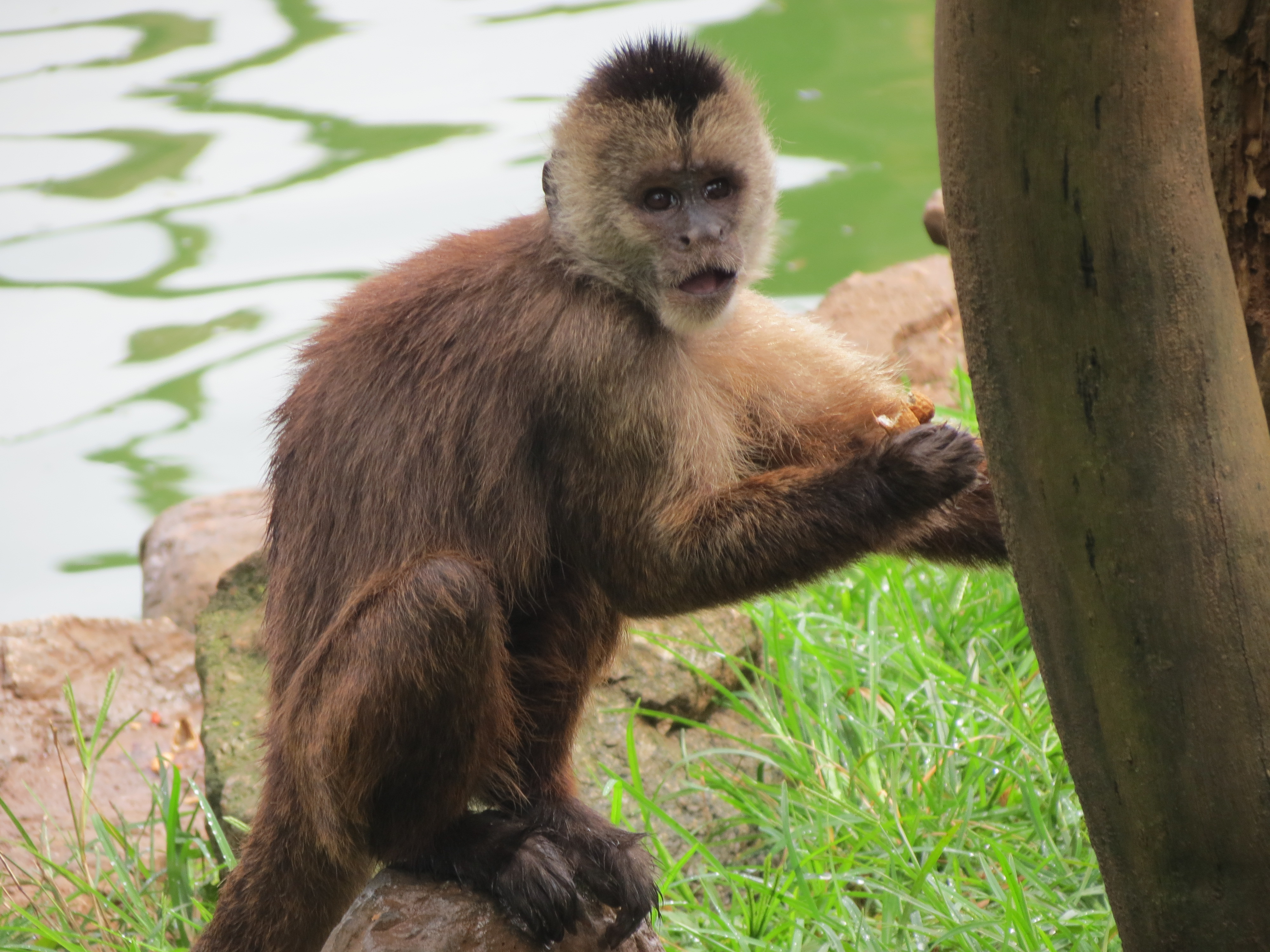
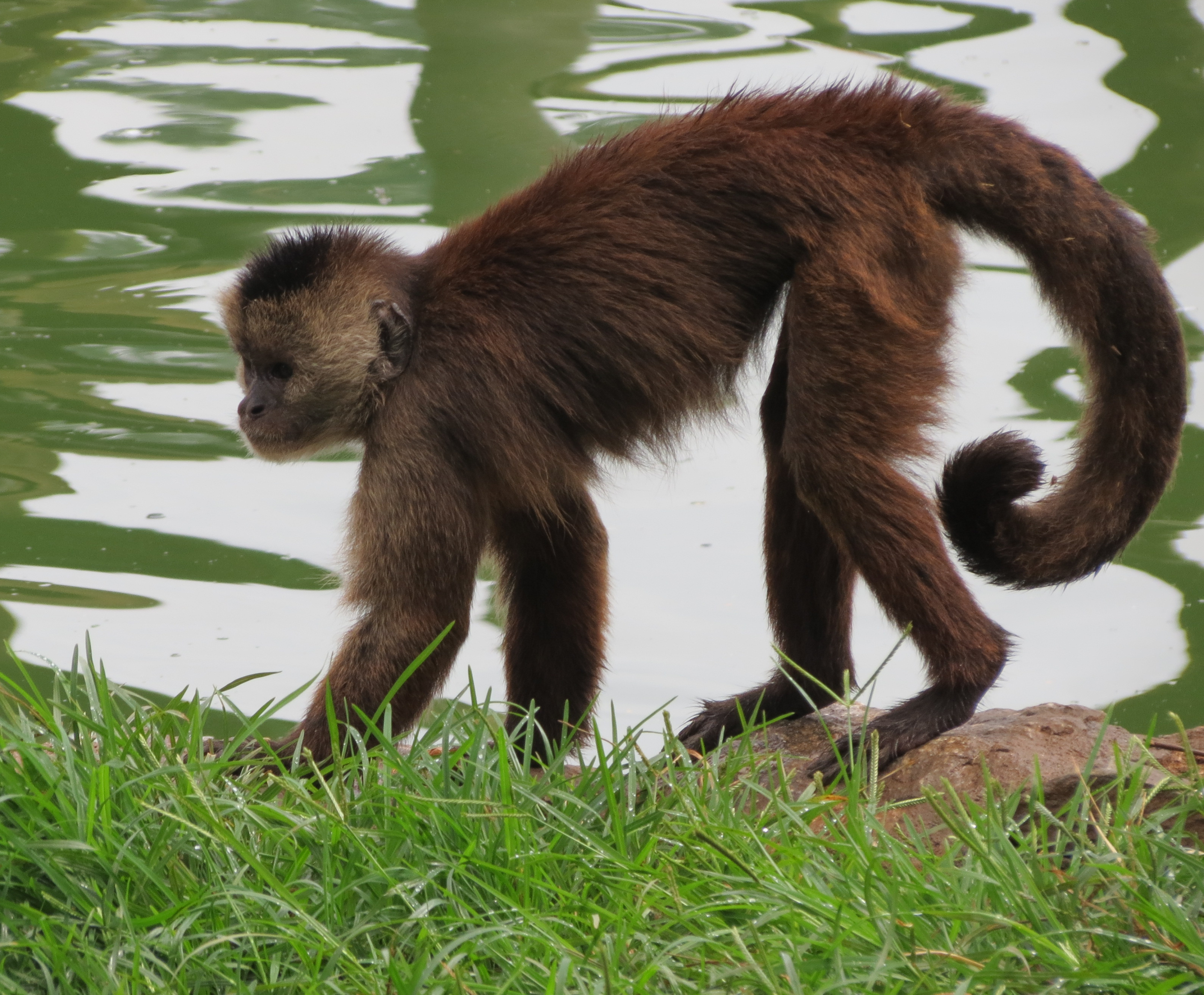
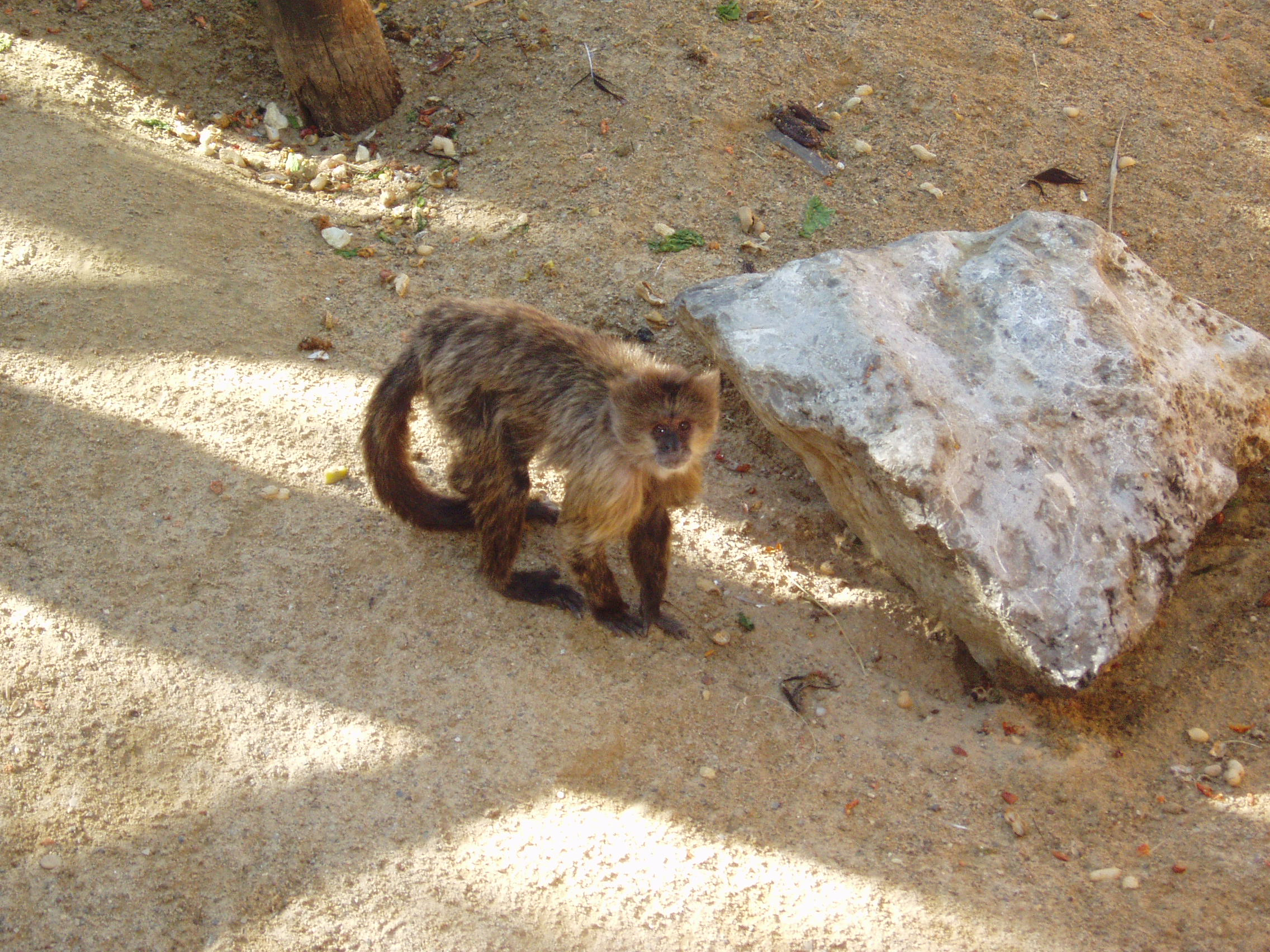